# Verneuil-sur-Igneraie
Verneuil-sur-Igneraie är en kommun i departementet Indre i regionen Centre-Val de Loire i de centrala delarna av Frankrike. Kommunen ligger i kantonen La Châtre som tillhör arrondissementet La Châtre. År 2022 hade Verneuil-sur-Igneraie 343 invånare.

## Befolkningsutveckling
Antalet invånare i kommunen Verneuil-sur-Igneraie
Referens:INSEE